# نصب مناهضة الاستعمار

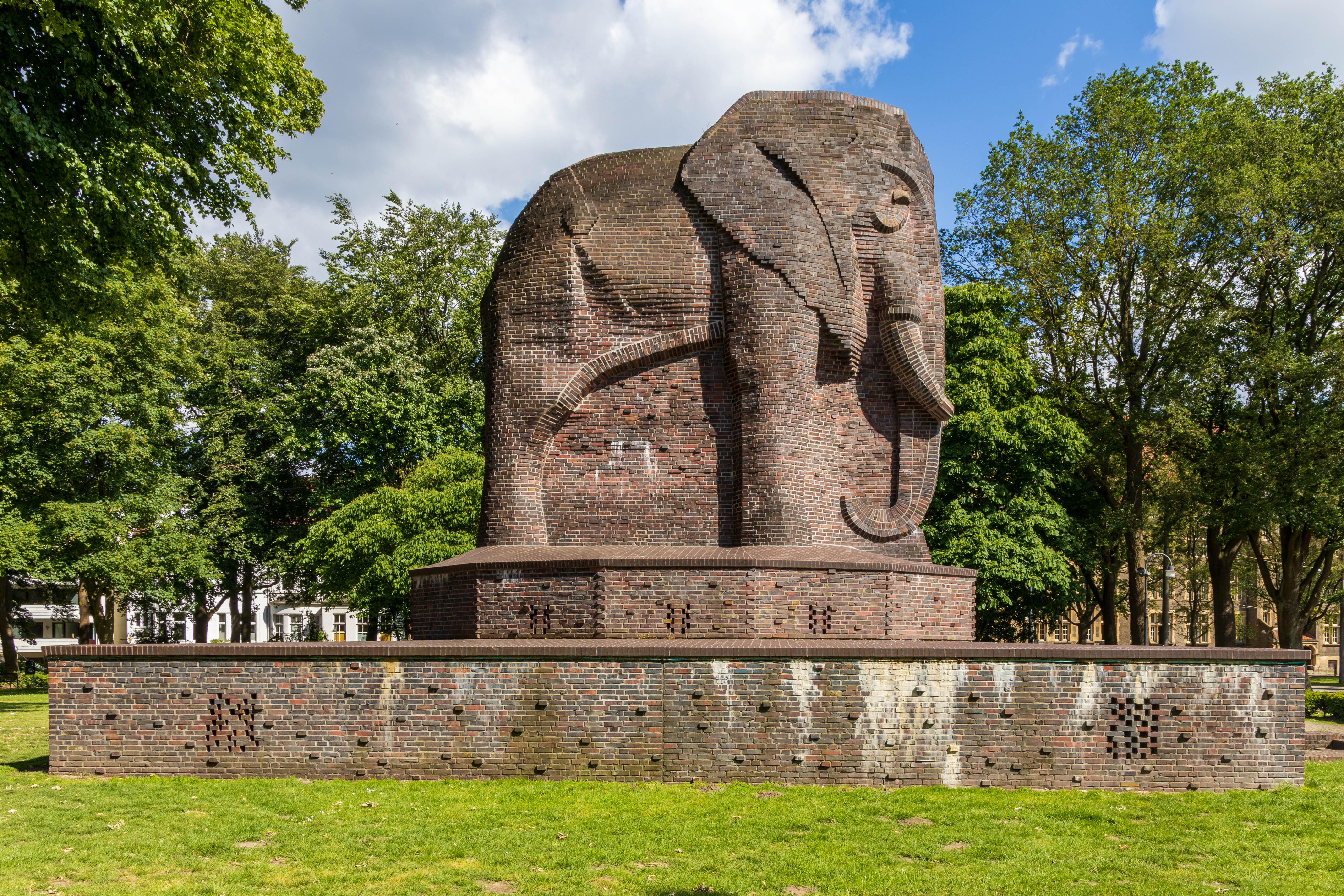
نصب مناهضة الاستعمار في مدينة بريمن الألمانية

نُصُب مناهضة الاستعمار (بالألمانية: Das Antikolonialdenkmal) هو مَقام تذكاري على شكل فيل مصنوع من حجارة الطابوق. يتواجد النصب في حديقة نيلسون مانديلا مقابل ثانوية هيرمان بوزِ وقرب محطة القطار الرئيسية في مدينة بريمن الألمانية. في الأصل بُني النصب عام 1931 ليكون نصباً تذكارياً للاستعمار الإمبراطوري، وفي شهر يوليو من العام 1932، قُبيل وصول النظام النازي للحكم بعام واحد، دُشن ليكون رمزاً للحركة الاستعمارية والاستعمار الألماني في إفريقيا. عام 1989 تم تحويله ليصبح رمزاً لمناهضة الاستعمار.